# Sasaima
Sasaima – miasto w Kolumbii, w departamencie Cundinamarca.